# マーク＝アンドレ・フルーリー
マーク＝アンドレ・フルーリー（Marc-André Fleury、1984年11月28日 - ）は、カナダ連邦ケベック州ソレル出身のプロアイスホッケー選手。ポジションはゴールテンダー。ナショナルホッケーリーグ(NHL)のミネソタ・ワイルドに所属。愛称は"フラワー"("Flower")。

## 経歴
2003年のNHLドラフト全体1位でピッツバーグ・ペンギンズに入団するが、ペンギンズの経済難のためにAHLにおろされることになる。2005年に再びNHLに復帰。
2008-2009年、デトロイト・レッドウィングスを破り、スタンレーカップを獲得した。
2017年のエクスパンションドラフトで新球団ベガス・ゴールデンナイツに移籍した。
2021年7月27日にトレードでシカゴ・ブラックホークスへ移籍した。
2022年3月21日にトレードでミネソタ・ワイルドへ移籍した。

## スタイル
フルーリーはバタフライスタイルを取り入れており、フランソワ・アレールが考え出したケベックスタイルをしっかりとこなしている。白いレガース、キャッチャー、ブロッカーが特徴である。

## 詳細情報

### 表彰
- ヴェジーナ賞：1回
- ウィリアム・M・ジェニングス賞（英語版）：1回

### 記録
- NHLオールスターゲーム選出：1回
- スタンレーカップ優勝：3回

### 背番号
- 29（2003年 - ）

### 代表歴
- 2003年世界ジュニアアイスホッケー選手権カナダ代表
- 2004年世界ジュニアアイスホッケー選手権ロシア代表
- 2010年オリンピック男子アイスホッケーカナダ代表